# Zografou
Zografou (tiếng Hy Lạp: Ζωγράφου) là một ngoại ô phía đông Athens, là một khu tự quản ở vùng Attiki, Hy Lạp. Khu tự quản Zografos có diện tích 8,517 km², dân số theo điều tra ngày 18 tháng 3 năm 2001 là 76115 người.